# Dactylocalyx
Dactylocalyx is een geslacht van sponsdieren uit de klasse van de Hexactinellida.

## Soorten
- Dactylocalyx pumiceus Stutchbury, 1841
- Dactylocalyx subglobosus Gray, 1867